# Archelaos II Macedoński
Archelaos II (gr.: Αρχέλαος, Archélaos) – król Macedonii z dynastii Argeadów w latach 397-394 p.n.e. Prawdopodobnie syn króla Macedonii Archelaosa I i nieznanej z imienia królowej.
Archelaos II został wzmiankowany jako król macedoński z czterema latami rządów u Euzebiusza z Cezarei (ok. 260-ok. 340), pisarza i historyka chrześcijańskiego. Umieścił go w swym dziele, pt. Kronika, między Orestesem z trzema latami panowania, a Amyntasem z jednym rokiem rządów.
W r. 399 p.n.e. Archelaos I umierając pozostawił po sobie przynajmniej trzech synów z przynajmniej trzech żon. Zgromadzenie Macedończyków wybrało na króla nieletniego Orestesa, syna poprzedniego. Na jego opiekuna wyznaczono Aeroposa. Ten w r. 397 p.n.e. został wybrany na króla przez zgromadzenie, zapewne po śmierci Orestesa. Archelaos II prawdopodobnie został uznany za króla przez część Macedończyków, którzy wierzyli w boską siłę dziedziczoną w linii prostej rodu. Był on zapewne królem w opozycji do Aeroposa II, ponieważ ten nie został wspomniany w ogóle przez Euzebiusza. Aeropos II zmarł w lipcu 394 r. p.n.e. w wyniku choroby, pozostawiając syna Pauzaniasza. Po jego śmierci zgromadzenie wybrało na króla Amyntasa II Małego, członka innej gałęzi rodu. Prawdopodobnie tak uczyniło z powodu obawy sporu między synem Aeroposa, a braćmi Orestesa, gdyby wybrało któregoś z nich. Archelaos II prawdopodobnie w tym czasie stracił całkowicie poparcie części Macedończyków lub zmarł.